# Paul Gottereau
Alfred Jules Paul Gottereau (Perpignano, 29 marzo 1843 – Marly-le-Roi, 5 agosto 1924) è stato un architetto francese, attivo soprattutto in Romania.

## Biografia
Paul Gottereau era figlio dell'ingegnere Jean Alfred Gottereau (1813 - ?) e della moglie Marie Catherine Pauline, nata Perrin.
La sua architettura si iscrive generalmente nel quadro dell'accademismo, con il frequente ricorso a elementi neoclassici. In alcuni edifici l'architetto adotta uno stile eclettico.
È principalmente noto per i progetti di grandi edifici pubblici legati al piano di sviluppo perseguito da re Carol I di Romania. Realizzò anche dimore private per l'aristocrazia romena, all'epoca desiderosa di dotarsi di edifici alla moda francese.
All'inizio del XX secolo, dopo circa trent'anni di attività in Romania, fece ritorno in Francia.

## Opere
- 1875-1900: Palazzo CEC a Bucarest
- 1888: Palazzo Cotroceni a Bucarest
- 1891-1893: Biblioteca centrale universitaria a Bucarest
- 1900-1907: Museo d'Arte a Craiova
- 1904-1907: Palazzo Marincu a Calafat

## Galleria d'immagini

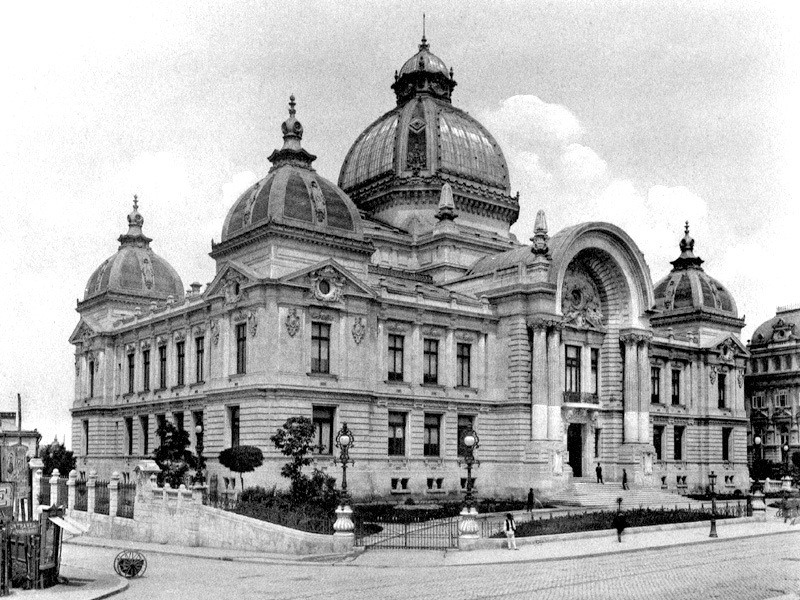
Cassa di deposito nel 1900
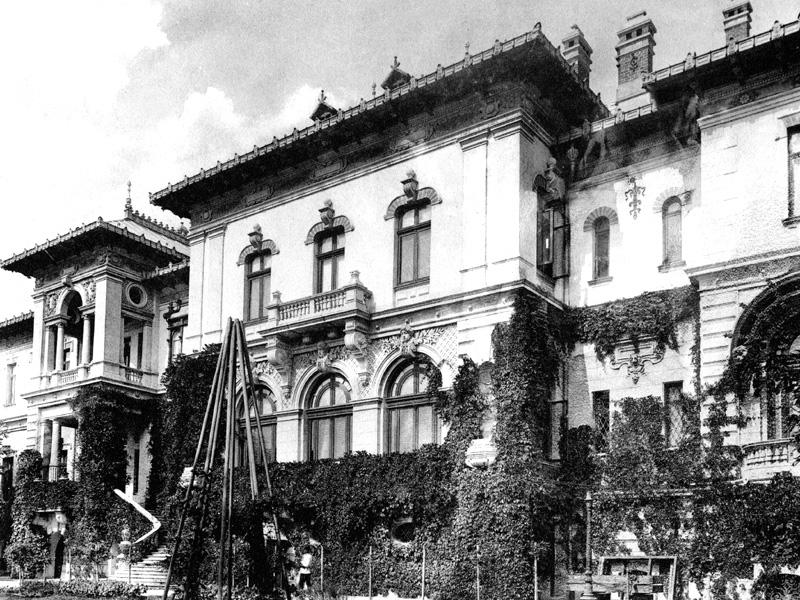
Palazzo Cotroceni nel 1900